# ستيف ماكوين

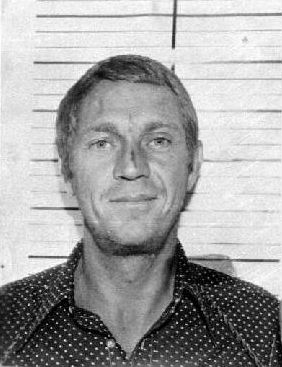
ستيف مكوين في صورة من قسم الشرطة بعد اعتقاله في أنكوراج، ألاسكا إثر قيادته تحت تأثير الشراب

تيرانس ستيفن ماكوين (بالإنجليزية: Steve McQueen)‏ المشهور باسمه الفني «ستيف ماكوين» هو ممثل أمريكي ولد في (24 مارس 1930) في بيتش غروف في إنديانا.

## حياته
كان قد التحق بقوات المارينز في مطلع شبابه، حيث عمل ميكانيكيا، قبل أن يتحوّل إلى دراسة التمثيل في المعهد السينمائي النيويوركي الذائع الصيت «أكتورز ستوديو» أو ستوديو الممثل، وفي عام 1955 انطلق ماكوين ليقوم بخطواته الفنية الأولى على مسارح برودواي، ثم ليؤدي أول أدواره السينمائية في السنة التالية، في فيلم من إخراج روبرت وايز, وقد ترشح لجائزة الأوسكار عام 1966، أي بعد عشر سنوات من احترافه التمثيل، فيما أصبحت أفلامه مدرجة في عداد كلاسيكيات السينما العالمية.

## وفاته
وافته المنية في 7 نوفمبر عام 1980، في مدينة خواريز بالمكسيك، وهو في الخمسين من عمره متأثرا بأزمة قلبية حادة بعد عملية جراحية أجراها.

## روابط خارجية
- ستيف ماكوين على موقع IMDb (الإنجليزية)
- ستيف ماكوين على موقع الموسوعة البريطانية (الإنجليزية)
- ستيف ماكوين على موقع روتن توميتوز (الإنجليزية)
- ستيف ماكوين على موقع مونزينجر (الألمانية)
- ستيف ماكوين على موقع ألو سيني (الفرنسية)
- ستيف ماكوين على موقع تيرنر كلاسيك موفيز (الإنجليزية)
- ستيف ماكوين على موقع أول موفي (الإنجليزية)
- ستيف ماكوين على موقع قاعدة بيانات برودواي على الإنترنت (الإنجليزية)
- ستيف ماكوين على موقع قاعدة بيانات الأفلام السويدية (السويدية)
- ستيف ماكوين على موقع إن إن دي بي (الإنجليزية)